# 輔助技術

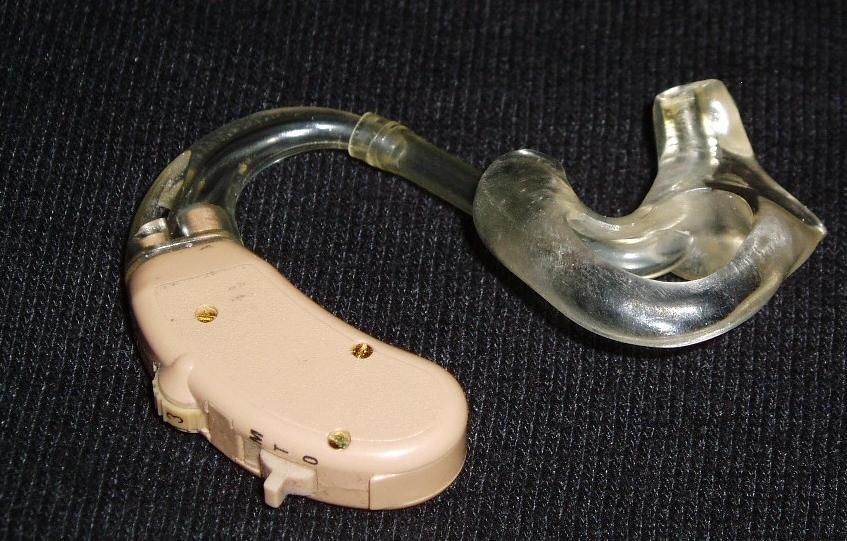
助聽器

輔助技術（Assistive Technology），泛指運用科技的方法或研發科技的裝置，協助身心障礙者，重建或替代他們的某些能力或身體機能，改善他們的生活品質。而任何能夠增加、維持、改進或促進使用者的個人能力的項目、設備或產品系統，則稱為「輔具」。常見的產品包括義肢、眼鏡、助聽器、輪椅、柺杖、特製餐具、副木、握筆器、電腦溝通板、支架等。

## 領域
輔助科技應結合醫學、復建醫學、資訊工程、特殊教育、材料科技、工程技術等，是一門綜合性的技術。

## 技術服務
- 評估--評估身障者所需之科技、評估週遭環境、評估輔具使用狀況
- 提供--協助購買、租借、提供科技輔具
- 研發--產、官、學界研發更適合身障者使用之輔具
- 指導--指導相關技術、指導輔具使用方法、提供相關訓練

## 輔具

### 製造
- 廠商製造：大多數輔具廠商都有製造，但大多索價昂貴，且多是單一規格，可適合大多数人使用，特殊狀況則不一定合適．
- 醫療人員製造：如義肢裝具師製造義肢及支架，職能治療師製作副木，物理治療師製作足部輔具。此類輔具可配合患者需求，在臺灣地區亦受到全民健保的補助，但大多是適合暫時性使用．
- 自行製作：許多簡單輔具，其實是可以自行製造的，只要經過適當指導即可完成（可以詢問物理治療師或職能治療師等相關專業人員），臨床上許多新輔具的發明其實多是患者或其家屬開發的．

### 類型

#### 功能性
- 行動輔具：如輪椅、矯正鞋、義肢、特製車輛（或改良套件）、助行器、助聽器、柺杖、足部副木……等等．
- 協助手功能的輔具：如萬用手部副木、義肢、握筆器、打字棒、特製湯匙（或其他餐具）……等等．
- 協助學習的輔具：如特殊電腦、觸控式螢幕、有聲書、NVDA、點字書、各式開關套件……
- 生活輔具：如特製餐具、開門浴缸、家庭控制系統、室內懸吊移動系統、安全警鈴、爬梯機、移位機、穿衣器、約束帶 ……等等．
- 預防或治療性輔具：如副木、背架、護腰（或護膝那類）、頸圈……等等．
- 協助逃生緊急搬運的輔具：逃生墊、逃生充氣墊、逃生滑墊、逃生椅、緊急搬運椅……等等．

#### 障礙類別
- 聽覺障礙使用助聽器，震動鬧鐘，大分貝電話，大分貝電鈴，電話擴大器。另外，某些手機也配備有助聽功能或相關APP。
- 如視障使用導盲設施和电子助视器，聽障使用助聽設施，依實際障礙需求區分．
  - 視障者常用的輔具一覽：[2]
  - 內建的裝置：內建在設施或環境中，協助視障者的裝置。例如以點字標示或會發出聲音的招牌或路牌、電子佈告欄等。
  - 電腦輸出裝置：協助視障者獲得電腦的資訊。例如點字顯示器、螢幕報讀軟體 (通常需要和光学扫描辨字软件配合使用)、螢幕放大鏡等
  - 導航/定向裝置：協助視障者辨別方向的裝備。如GPS系統，導盲手杖等。
  - 閱讀輔助設施：協助視障者閱讀文字內容的裝置。例如光學掃描辨字軟體
  - 修改後的工具：原本一般大眾習慣的設備或裝置，將它改裝過後更適合視障者使用。例如會發出聲音通知視障者的紅綠燈裝置。
  - 視覺裝置：讓視障者能增加辨識能力的工具。如眼鏡和放大鏡(協助弱視者)、电子助视器、望遠鏡等
  - 寫作輔助裝置：協助視障者寫作的工具，例如點字筆、點字版，廣義的點字鍵盤、點字電腦等都可以列入。

## 外部連結
- 輔助器材概論 （页面存档备份，存于） （繁體中文）